# Province de Carlos Fermín Fitzcarrald
La province de Carlos Fermín Fitzcarrald (Provincia de Carlos Fermín Fitzcarrald en espagnol) est l'une des vingt provinces de la région d'Ancash, au Pérou. Son chef-lieu est la ville de San Luis.

## Origine du nom de la province
Carlos Fitzcarrald était un « baron » du caoutchouc.

## Géographie
La province couvre une superficie de 624,25 km2. Elle est limitée au nord par la province de Mariscal Luzuriaga, à l'est par la région de Huánuco et la province d'Antonio Raymondi, au sud par la province de Huari et à l'ouest par la province d'Asunción et la province de Yungay.

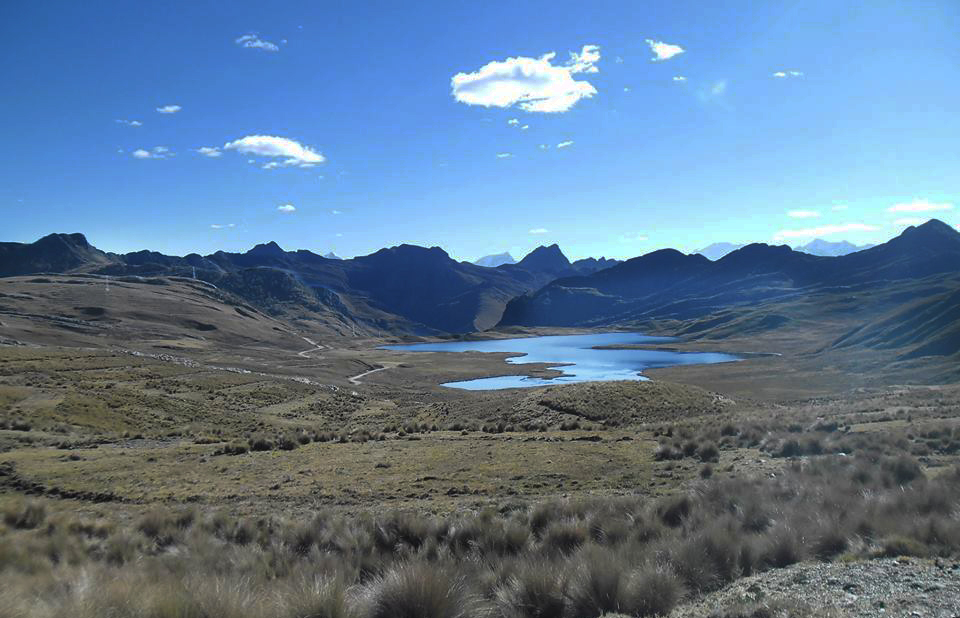
Wachuqucha

## Population
La population de la province s'élevait à 21 322 habitants en 2007.

## Subdivisions
La province de Carlos Fermín Fitzcarrald est divisée en trois districts :
- San Luis
- San Nicolás
- Yauya